# Kemal Karpat
Kemal Haşim Karpat (* 15. Februar 1925 in Babadag, Rumänien; † 20. Februar 2019 in Madison, Wisconsin) war ein türkischer Historiker mit Schwerpunkt Osmanisches Reich. Er zählte zu den profiliertesten Wissenschaftlern seines Fachs in der Türkei.

## Leben
Karpat wurde 1925 als Sohn türkischer Eltern in Rumänien geboren. Er studierte Rechtswissenschaften an der Universität Istanbul (LL.B., 1947) und Politikwissenschaften an der University of Washington (M.A.). Einen Ph.D. erwarb er 1957 in Politik- und Sozialwissenschaften an der New York University.
Danach arbeitete er für den Wirtschafts- und Sozialrat der Vereinten Nationen. Er lehrte u. a. an der New York University, der Montana State University – Bozeman, der Princeton University, der Bilkent-Universität, der Technischen Universität des Nahen Ostens, der Universität Ankara, der Harvard University, der Johns Hopkins University, der Columbia University, der École des Hautes Études en Sciences Sociales und der University of Washington. Er war ferner für die Turkish Studies Association und die Turkish Research Institution tätig.
Ab 1970 war er Professor an der University of Wisconsin–Madison, wo er die Zeitschrift International Journal of Turkish Studies herausgab, das Central Asian Studies Program koordinierte und das Middle Eastern Studies Department leitete. Außerdem begründete er die Central Asian Studies Society.
Später war er als Professor für Geschichte am College of Humanities and Social Sciences der İstanbul Şehir Üniversitesi tätig. Er veröffentlichte zahlreiche Bücher, übersetzt in mehr als 20 Sprachen. Er starb im Februar 2019, fünf Tage nach Vollendung seines 94. Lebensjahres.

## Auszeichnungen
- 2009: Ehrenpreis der Großen Nationalversammlung der Türkei
- Ehrenmitglied der Türk Tarih Kurumu

## Schriften (Auswahl)
- Ottoman Population, 1830–1914. Demographic and Social Characteristics (= Turkish and Ottoman studies). University of Wisconsin Press, Madison 1985, ISBN 978-0-299-09160-6.
- Hrsg.: Ottoman Past and Today's Turkey (= Social, economic and political studies of the Middle East, Vol. 76). Brill, Leiden u. a. 2000, ISBN 90-04-11562-5.
- The Politicization of Islam. Reconstructing Identity, State, Faith, and Community in the Late Ottoman State (= Studies in Middle Eastern History). Oxford University Press, Oxford 2001, ISBN 978-0-19-516543-2.
- Studies on Ottoman Social and Political studies. Selected articles and essays (= Social, economic and political studies of the Middle East, Vol. 81). Brill, Leiden u. a. 2002, ISBN 90-04-12101-3.
- Studies on Turkish Politics and Society (= Social, economic and political studies of the Middle East, Vol. 94). Brill, Leiden u. a. 2004, ISBN 978-90-04-13322-8.